# ياكوبشورن
ياكوبشورن (بالإنجليزية: Jakobshorn)‏ هو أحد جبال سلسلة جبال الألب ألبولا وجزء من القمة الأم بيز فادريت يقع في . يبلغ ارتفاع الجبل حوالي 2590 متر، بينما يبلغ ارتفاع نتوء الجبل 40 متر.